# フェデリコ・ガッティ
フェデリコ・ガッティ（Federico Gatti, 1998年6月24日 - ）は、イタリア・ピエモンテ州リーヴォリ出身のサッカー選手。ユヴェントスFC所属。イタリア代表。ポジションはディフェンダー。

## 経歴
USアレッサンドリア・カルチョ1912ユース出身で、その後セリエD以下のカテゴリでキャリアをスタートさせる。順風満帆とはいかず父親の失業で17歳で高校をやめ、大工の仕事をしながらアマチュアのクラブでプレーを続けた苦労人。2020年夏に、アウローラ・プロ・パトリア1919に移籍し、プロリーグに初挑戦。結果を残し、1年でセリエBのフロジノーネ・カルチョへ引き抜かれた。
2022年1月31日、ユヴェントスFCと2026年6月までの契約を締結した。2021-22シーズン終了まではレンタルの形でフロジノーネに残留する。

## 代表経歴
2022年6月11日に行われた、UEFAネーションズリーグ・イングランド代表戦にて先発出場。イタリア代表デビューとなった。ガッティは世代別代表に選出されておらず、セリエAでも出場経験のない異例の抜擢となった。
UEFA EURO 2024に選出

## プライベート
17歳で学校を中退し、父の失業をきっかけに窯業職人（レンガ職人）や窓フレーム製造、屋根修理、市場での肉体労働などを日あたり9〜10時間行い、夜にトレーニングをしていたという。
労働と練習を両立させる厳しい日々を送りながら、プロへの道を切り開いていった。
ガッティ自身は、当時の生活を「深夜に夕食をとり、午前3時～4時頃に起床してまた仕事」という日々だったと振り返っており、その努力は後にプロの舞台へつながったとされる。

## タイトル

### クラブ
ユヴェントス
- コッパ・イタリア：1回 (2023-24)